# جون ويلسون (لاعب كرة قدم مواليد 1934)
جون ويلسون (بالإنجليزية: John Wilson)‏ هو لاعب كرة قدم بريطاني في مركز الدفاع، ولد في 28 أكتوبر 1934 في نورتش في المملكة المتحدة. لعب مع نادي تشيسترفيلد ونادي كينغز لين ونورويتش سيتي.